# Diffa (departament)
Diffa – departament w południowo-wschodnim Nigrze, w regionie Diffa. Zajmuje powierzchnię 7 563 km². W 2011 roku zamieszkiwany był przez 209 249 mieszkańców. Siedzibą administracyjną jest miasto Diffa.

## Położenie
Departament graniczy z:
- departamentem N’Guigmi na północy,
- Czadem na wschodzie,
- Nigerią na południu,
- departamentem Maïné-Soroa na zachodzie.

## Podział administracyjny
Departament tworzy 5 gmin (communes): gmina miejska Diffa i 4 gminy wiejskie.
| Gmina     | Liczba mieszk. |
| --------- | -------------- |
| Diffa     | 48 005         |
| Bosso     | 52 177         |
| Chétimari | 66 845         |
| Gueskérou | 40 886         |
| Toumour   | 1 336          |

## Demografia
Od 2001 roku następowały następujące zmiany liczby ludności departamentu Diffa:
| Rok             | 2001    | 2010    | 2011    |
| Liczba ludności | 148 151 | 202 423 | 209 249 |

W 2011 roku mieszkańcy departamentu stanowili 42,74% ogólnej liczby mieszkańców regionu i 1,3% populacji kraju. W strukturze płci mężczyźni stanowili 51,3% (107 375), kobiety 48,7% (101 874).